# Oribatula brevisetosa
Oribatula brevisetosa är en kvalsterart som först beskrevs av Ewing 1909.  Oribatula brevisetosa ingår i släktet Oribatula och familjen Oribatulidae. Inga underarter finns listade i Catalogue of Life.